# Ali LeRoi
Ali LeRoi (Chicago, 12 febbraio 1962) è un produttore televisivo, attore televisivo e autore televisivo statunitense.

## Biografia
LeRoi ha frequentato il Liceo Lindblom di Chicago e si è laureato nel 1979 insieme a Lance Crouther, che ha recitato in Pootie Tang. LeRoi è meglio conosciuto per essere il co-creatore e il produttore esecutivo della sitcom Tutti odiano Chris con Chris Rock, incontrato al The Chris Rock Show, prima per la UPN, poi per la The CW. LeRoi ha scritto e diretto diversi episodi della serie. 
LeRoi è anche il direttore della sitcom Are We There Yet?, interpretata da Terry Crews. Sposato con Adrienne, ha due figli August e Angelo.